# Университетская библиотека «Светозар Маркович»
Университетская библиотека «Светозар Маркович» (серб. Универзитетска библиотека Светозар Марковић) — крупная научная библиотека в структуре Белградского университета, расположена на бульваре короля Александра в Белграде, Сербия. Памятник культуры.

## История
Впервые библиотека открылась ещё в 1844 году при Белградском лицее, который в то время являлся крупнейшим учебным заведением Княжества Сербия. Книги собирались здесь со всей страны за счёт пожертвований благодетелей. В соответствии с уставом лицея, должность библиотекаря должен был занимать один из лицейских профессоров, в частности первым библиотекарем стал доктор Янко Шафарик, филолог и преподаватель истории. По состоянию на 1850 год библиотека насчитывала уже 927 книг.
Когда в 1863 году лицей реорганизовали в Высшую школу, в библиотеке оставили только специальную образовательную литературу, тогда как все остальные книги были перевезены в Национальную библиотеку Сербии. В 1905 году на базе Высшей школы сформировался Белградский университет, и библиотеку вовсе ликвидировали — наиболее ценные книги при этом разошлись по разным факультетам. Вскоре руководство всё же признало необходимость создания общей университетской библиотеки, однако в то время этому не суждено было осуществиться из-за начавшейся Первой мировой войны. После войны в течение некоторого времени библиотека располагалась в здании философского факультета и находилась под руководством профессора Уроша Джонича.
Сербская делегация, возглавляемая доктором Славко Груичем, в Вашингтоне провела переговоры с Фондом Карнеги, который на тот момент уже профинансировал строительство многих библиотек по всему миру — в итоге фонд согласился выделить сербскому правительству 100 тысяч американских долларов на возведение и обустройство полноценной библиотеки. Белград, таким образом, стал единственным городом с библиотекой Карнеги в Центральной и Восточной Европе. Профессор Слободан Йованович, бывший ректор университета, приложил все усилия к тому, чтобы привлечь из государственного бюджета дополнительные средства на строительство по-настоящему большой библиотеки, которая смогла бы удовлетворять нужды всего учебного заведения. Город выделил землю под строительство, в качестве архитекторов выступили университетские профессора Драгутин Джорджевич и Никола Несторович. Это первое и единственное здание в Сербии, построенное специально для нужд библиотеки.
Официальное открытие библиотеки в новом здании состоялось в день святых Кирилла и Мефодия 24 мая 1926 года. Профессор Урош Джонич сохранял за собой должность администратора вплоть до Второй мировой войны, в этом ему помогал комитет под председательством доктора Павле Поповича. Были сформулированы основные принципы библиотеки, в соответствии с которыми ей предназначалось обслуживать не только студентов и профессоров Белградского университета, но всех людей, занимающихся научной деятельностью. Во время оккупации Югославии немецкими войсками библиотека не работала, а здание было отдано под нужды немецкой армии, хотя сотрудникам учреждения всё же удалось сохранить значительную часть книжного фонда.
После освобождения страны библиотеку возглавила Милица Проданович, раньше работавшая здесь рядовой библиотекаршей, а в 1946 году учреждению присвоили имя Светозара Марковича, в честь столетнего юбилея этого выдающегося сербского государственного деятеля. В последующие годы руководством внедрялись современные методы организации и обработки фондов, в сотрудничестве с Национальной библиотекой в соответствии с правилами каталогизации Ассоциации библиотекарей Сербии был сформирован общественный профессиональный каталог. Были подписаны соглашения о сотрудничестве, как с отечественными библиотеками, так и с зарубежными. В настоящее время фонд Университетской библиотеки включает более 1,7 млн публикаций.